# Michaela Pfadenhauer
Michaela Pfadenhauer (* 1968 in Nürnberg) ist eine deutsche Soziologin und Universitätsprofessorin an der Universität Wien.
Pfadenhauer studierte von 1987 bis 1994 Soziologie und Politologie an der Universität Erlangen-Nürnberg, an der Otto-Friedrich-Universität Bamberg und der Ludwig-Maximilians-Universität München und schloss als Diplom-Politikwissenschaftlerin ab. Sie war von 1995 bis 1997 als Wissenschaftliche Mitarbeiterin von Ulrich Beck an der Universität München, danach von 1997 bis 2002 bei Ronald Hitzler an der Universität Dortmund und promovierte 2002 bei Ulrich Beck und Gerd Naegele über das Thema Inszenierung von Professionalität. Nach kurzer Wirkungszeit als Assistentin an der Universität St. Gallen bei Peter Gross war Michaela Pfadenhauer von 2007 bis 2014 Professorin für Wissenssoziologie am Karlsruher Institut für Technologie. Seit 2014 ist sie Universitätsprofessorin für Soziologie mit dem Forschungsschwerpunkt Kultur und Wissen an der Universität Wien.
Ihre Arbeitsschwerpunkte sind: Wissenssoziologie und Kommunikativer Konstruktivismus, Mediatisierung und Social Robotics, Kompetenzforschung in unterschiedlichen Handlungsbereichen; Professionssoziologie und Methoden der interpretativen Sozialforschung.